# Factoryville (Pennsylvanie)
Factoryville est un borough situé à l'est du comté de Wyoming, en Pennsylvanie, aux États-Unis,. En 2010, il comptait une population de 1 158 habitants, estimée au 1er juillet 2020 à 1 185 habitants. Le borough est fondé en 1824 et incorporé le 12 novembre 1883.

## Démographie
Lors du recensement de 2010, le borough comptait une population de 1 158 habitants. Elle est estimée, en 2020, à 1 185 habitants.